# A Felspannolva epizódjainak listája
A Felspannolva egy kanadai animációs sorozat, amely eredetileg a kanadai Teletoonon ment (itt a 2. évad 2013. január 26-án ért véget), Magyarországon pedig a Disney csatornán.

## Epizódok

### Évadok
| Évad | Epizód | Premier         | Finálé               |
| ---- | ------ | --------------- | -------------------- |
| 1    | 26     | 2010. május 10. | 2010. szeptember 23. |
| 2    | 26     | N/A             | N/A                  |

#### Első évad (2010)
| # | Cím                                    | Eredeti premier     | Magyar premier      |
| --- | -------------------------------------- | ------------------- | ------------------- |
| |                                        |                     |                     |
| 1 | „Irány a Paradicsom, srácok!”          | 2009. június 25.    | 2010. május 10.     |
| Három tinédzser, Reef, Emma és Fin megérkeznek Sunset Beach-re. A mólón megvárják Kahunát, hogy elmenjen értük a cápatranszferrel. A busszal elmennek a Szörfparadicsom Szállóba. Az előtérben Reef, Emma és Fin találkoznak Broseph-fel, aki a szökőkútban aludt az előző esti buli után, ami szinte lerombolta belülről a szállodát. Eközben a szállodában az igazgató lánya, Lo az apjával beszél a buli ügyében. Reef, Emma, Fin és Broseph bejelentkeznek a hotel recepcióján Johnny-nál. Ezután ötüknek kell kitakarítaniuk a szeméttel teli medencét. Miután végeznek, elmennek a szállásukra, ami tele van csótányokkal és minden dohos. De amikor elmennének szörfözni, Andrew hívja őket, hogy munkába álljanak... |                                        |                     |                     |
| 2 | „Valaki ma fűbe harap”                 | 2009. június 28.    | 2010. május 11.     |
| Reef, Broseph, Fin és Emma felpróbálják a munkaruhájukat, amivel sok bajuk van. Ezután megérkezik Andrew, és bejelenti, hogy szokása szerint az első nap végén kirúgja a legrosszabbul teljesítő munkást. Emma megijed, hogy ő lesz az. Eközben Lo a lakosztályában ül, és nézi, ahogy a személyzet dolgozik. De amikor az apja megérkezik, behívja Lo-t az irodájába, majd a legsúlyosabb büntetést adja neki, amit egy gazdag lány kaphat: csatlakoznia kell a segédmunkásokhoz, a munkásszállóban kell laknia, és ugyanúgy fizetésért kell dolgoznia, mint a többieknek. Miután véget ér a négy tinédzser tesztnapja, szeretnének lemenni szörfözni. Fin a szobájában találja Lo-t, és később Emma is odaköltözik, mert a szobáját lezárták az egészségügyisek. Mindenki elmegy szörfözni, de Emma marad a munkásszállóban, és sír, hogy nincs pénze szörfleckékre, pedig nem tud. Broseph éppen ott megy el, és hívja Emma-t, hogy majd ő megtanítsa őt szörfözni. A végére Emma szinte belejön a dologba. Ekkor már közeledik az a pillanat, amikor Andrew kirúg valakit. Johnny a recepcióról belép a szálloda nyilvántartásába, és megtudja, hogy Emma tízes skálán nullát kapott a vendégektől, míg Martha nyolcat. Johnny megfordítja a pontszámokat, így Andrew kirúgja Martha-t, és Emma maradhat a Szörfparadicsom Szállóban. |                                        |                     |                     |
| 3 | „Szakítópróba”                         | 2009. július 5.     | 2010. május 12.     |
| Johnny, Ty, Ripper és Lance visszaérkeznek a munkásszállóba a szörfölésből, és szólnak az öt tinédzsernek, Reef-nek, Lo-nak, Fin-nek, Broseph-nek és Emma-nak, hogy aznap beavatják őket, és ha sikeresen végeznek, akkor szörfözhetnek az "Iroda" nevű öbölben, amit az ország legjobb szörfös helyeként tartanak számon, és csak néhány tudják hollétét. Lo megpróbál kibújni a munka alól, de apja mindig rátalál, és végül munkát ad neki az étteremben Emma mellett, Kelly főnökségében. Kelly szándékosan leönti Emma-t pudinggal, amikor éppen a tulaj családot, Ridgemount-ékat szolgálná ki, Lo haját pedig összekeni zsírral. Broseph-nek teljesítenie kell Ty és Lance minden kérését, és ebben Johnny is segít neki, amelynek később "súlyos" következménye lesz. Reef nem hagyja magát, ezért amikor Johnny, Ty, Ripper és Lance lemennek az "Irodá"-ba, ő utánuk megy, de végül elkapják őt. Ezután az ő feladata az, hogy ússzon egyet a Szörfparadicsom Hotel előterében található óriásakváriumban, amelyben egy vegetáriánus cápa és egy ragadozó díszhal él. Fin-nek ki kell takarítania egy szobát, amit annyira összemocskoltak, hogy egy napba telik összetakarítani. De az utolsó próbát mind az ötüknek meg kell csinálni: be kell mászniuk egy szemetes tartályba, ahol Kelly elrejtett egy kulcsot. Végül Lo találja meg a kulcsot, így mind az öten használhatják az "Irodá"-t. |                                        |                     |                     |
| 4 | „Végzetes baklövés”                    | 2009. július 19.    | 2010. május 13.     |
| Reef és Broseph éppen az "Irodá"-ban szörföznek, Emma, Lo és Fin pedig még csak a deszkára ültek fel. Emma észreveszi Ty-t, és rögtön megtetszik neki. Lo szerint Emma többet érdemel Ty-nál, de ő Ty-t akarja. Szörfözés után mindenki visszamegy a szállodába dolgozni. Lo-val rengeteg baj van, mert nem viszi ki a rendeléseket, Kelly pedig folyton parancsolgat neki, miközben Emmával beszélget Ty-ról. Mikor az egyik vendég fél óra után megkapja a turmixát, a hotel előterében Reef éppen felveszi a munkát. Azonban kiderül, hogy aznapi tanítványa nem egy fiatal lány, hanem egy nyolcvanéves, világháborús katona férfi. De végül Reef bevállalja az öregembert, de a szörfleckénél neki kell megmozgatnia a karját. Kiderül, hogy a vén egy hétre kibérelte Reef-et. Munka után Emma a szálloda melletti parton szörfözik, és találkozik egy fiúval, akinek elmeséli, hogyan szokott szörfözni a haverjaival. Emma elviszi a fiút az "Irodá"-ba, hogy ne a hotel melletti parton kelljen szörfözni. Reef, Broseph, Fin, Lo, Johnny, Ty, Lance és Ripper ezt nem nézik jó szemmel, ugyanis nem szörfözhet mindenki az "Irodá"-ban. Végül nagy nehezen mindenki elfogadja, hogy plusz egy ember használja a partjukat, de másnap a fiú magával viszi az "Irodá"-ba két haverját is, akikkel áthurcolták a sátraikat a privát partra. Végül mindenkinek elege lesz Emmából, ugyanis azzal, hogy több embert is elvitt az "Irodá"-ba, megszegte a szörfösök legfőbb szabályát. Emma jóvá szeretné tenni a tettét azzal, hogy kiűzi a három fiút a partról. Megpróbál növényeket tenni az "Irodá"-hoz vezető útra, hogy ne találják meg, de ez a terv nem sikerül. Ezután cápának öltözik a tengerben, de ez sem sikerül. Végül megpróbálja sámánnak öltözve elüldözni a fiúkat azzal, hogy a partot megátkozták. De ez sem sikerül, mert a szél elfújja Emma jelmezét. Eközben Reef megtanítja szörfözni az vénembert, majd a segítségével kiűzi a három fiút az "Irodá"-ból. |                                        |                     |                     |
| 5 | „A csajozós duma”                      | 2009. július 26.    | 2010. május 14.     |
| A szállóban Mark és Todd éppen a hotel kabaláját, Wipeout-ot kínozzák. De mivel ezzel nem érik be, az étteremben rengeteg hot dogot rendelnek, majd hozzá ecetet és szódabikarbónát. Emma nem tudja, hogy a két iker fel akarja robbantani a nagy kupac hot dogot, de végül sikerül nekik. Amikor letelik Emma és Fin műszaka, elmennek szörfözni, és meglátják, ahogy Reef éppen egy lányt akar megszerezni magának egy "Hullámtörés" című filmből lopott szöveggel. Szörfözés után mindenki visszamegy a munkásszállóba. Fin kitalálja, hogy menjenek el este mindannyian Kahuna mozijába. Másnap, amikor Fin, Emma és Lo egy hotelszobát takarítanak, Lo észreveszi, hogy a szobában levő vendégnek rengeteg elegáns ruhája van. Fin beleegyezik, hogy kölcsönvegyenek maguknak egyet az estére, de Emma csak akkor egyezik bele, amikor az előtérben meglátja Ty-t a barátnőjével. Elérkezik az este, és mindenki felsorakozik a mozi pénztáránál, ahol Kahuna bármit elfogad jegyért. Amikor beülnek a vetítésre, kiderül, hogy a "Hullámtörés"-t fogják játszani. Reef ki akarja vinni a filmes dumával felszedett barátnőjét, Blair-t a teremből, hogy ne tudja meg, hogyan szerezte meg. Reef megtudja, hogy Fin kérte meg Kahunát, hogy a "Hullámtörés"-t játssza, cserébe ő lemossa a buszát. A végén Blair rájön, hogy Reef filmes szöveggel szedte fel, és ezért a fejébe nyom egy doboz sajtszószos nacho-t. Lo és Emma megtudják, hogy Fin azért akart megszabadulni Blair-től, mert ő belezúgott Reef-be, amit persze nem vall be. De az is kiderül, hogy a vendég, akitől Emma, Fin és Lo lopta a ruhákat, Blair volt. A három lány megmondja Kahuna-nak a helyzetet, aki gyorsan elviszi őket a Szörfparadicsom Szállóba. Felsietnek Blair szobájába, majd éppen megússzák a lebukást azzal, hogy kimásznak az ablakon. Másnap Johnny-nak elege lesz Mark-ból és Todd-ból, ezért elviszi őket a szüleihez, attól függetlenül, hogy fennáll a kirúgás veszélye. Végül a Marvin családnak elege lesz a személyzetből, ezért Andrew kénytelen kiengesztelni őket. |                                        |                     |                     |
| 6 | „A nagyon nagyon nagyon fontos vendég” | 2009. július 12.    | 2010. május 24.     |
| Reef és Broseph éppen befejezik a szörfözést, amikor megjelenik Kahuna, és elmondja nekik, hogy a hétvégén ott, Sunset Beach-en fog landolni a 10 évente megjelenő, "Pusztító" nevű hullám, amely szerepel a Föld 10 legjobb hulláma között. De kiderül, hogy Broseph és Reef nem szörfözhetnek rajta, mert a Szörfparadicsom Szállóba a híres szállodakritikus, Stanley Stevens érkezik, és mindenben a szolgálatára kell lenni. A személyzet minden tagja Mr. Stevens "parancsait" teljesíti. Amikor Stanley Stevens elmegy, kiderül, hogy igazából nem ő Stanley Stevens, hanem az egyik olyan ember, akit elhanyagoltak a hamis Stevens miatt. Az igazi Mr. Stevens elmegy a szállodából, de Lo úgy dönt, hogy helyre kell hozniuk a helyzetet. Ő és Emma elindulnak egy dzsippel Mr. Stevens után, és kérik, hogy adjon még egy esélyt a szállodának. Ez meg is történik, de a szálloda nem igazán felel meg a követelményeknek. Andrew azt mondja Reef-nek, hogy vigye el Mr. Stevens-öt egy katamarán-túrára. De ekkor vihar kerekedik, és megjelennek az első nagy hullámok. Reef kilöki Mr. Stevens-öt a tengerre, ő pedig megy a tengerre Broseph után. Evezőkkel ütik egymást, hogy ők lovagolhassák meg a "Pusztító"-t. De kiderül, hogy Mr. Stevens nem csak szállodakritikus, hanem tíz évvel ezelőtt is ő lovagolta meg a "Pusztító"-t. Így megint ő lovagolja meg a világ egyik legnagyobb hullámát. Este a tábortűznél Mr. Stevens bejelenti, hogy a szállodától függetlenül megadja neki a 10 pontot. |                                        |                     |                     |
| 7 | „A baleset”                            | 2009. augusztus 2.  | 2010. május 25.     |
| Reef szörfözés közben eltöri a kislábujját, ezért elmegy orvoshoz. Eközben az étteremben Lo kiszolgál egy újságot olvasó embert, akiről azt hiszi, hogy az apja, pedig csak az öccse, George. George elmondja Lo-nak, hogy a mellettük levő asztalnál ülő lány tetszik neki, de Lo elmondja a lánynak, aki 15 éves, George pedig csak 12. Eközben Reef visszaérkezik a Szörfparadicsom Szállóba egy nagy gipsszel és egy mankóval. Bejelenti Andrew-nak, hogy egy hetes betegállományba vonul, és erre orvosi igazolása is van. Andrew elfogadja a helyzetet, és kérésére felveszi Fin-t Reef helyettesének. A medencénél Lo éppen kiszolgálja George-ot, aki modorával próbál bejönni annak a bizonyos lánynak. De Lo elárulja a lánynak, hogy George-nak hasmenése lesz a thai kajától, ezért a lány és a barátnője elmennek. George úgy dönt, hogy Gromet-tel együtt bosszút állnak Lo-n. George és Gromet beállnak Fin helyére takarítónak. Rosie megkéri a fiúkat, hogy takarítsák ki a 804-es szobát, de ők csak a lehető legjobban összekoszolják. Eközben Fin elmondja Reef-nek, hogy aznap egy csoport fürdőruha-modellt fog tanítani, de kiderül, hogy ez Reef nagy álma. Reef megpróbál lábra állni, és végül Broseph segítségével sikerül is. Közben George és Gromet végeznek a 804-es szoba bepiszkításával, és George előveszi a Ridgemount család hivatalos levélpapírját. Eljut a levél Lo-hoz, amelyen az áll, hogy az apja küldte neki, és, hogy elégedett a teljesítményével, és, hogyha kitakarítja még a 804-es szobát, akkor visszaköltözhet a lakosztályába. Végül nagy nehezen Lo-nak sikerül kitakarítania a szobát, majd Rosie is meglepődik, hogy nem George és Gromet takarították ki a szobát. Közben Fin Emma kérésére úgy dönt, hogy visszaadja az állást Reef-nek, hogy ne kelljen hazamennie. De Andrew azt mondja, hogy mivel nincs több szabad állást, akkor neki kell hazamennie. De végül amikor a medencéknél mennek el, Fin megmenti Andrew-t a lezuhanó szemeteszsáktól, amit Lo dobott ki a 804-es szobából George fejére, mert megtudta, hogy mit tett öccse, így Rosie visszaveszi Fin-t. Végül Reef törött lábától függetlenül továbbszörfözik, és végül kihívja Fin-t egy versenyre. |                                        |                     |                     |
| 8 | „?”                                    | 2009. augusztus 9.  | 2010. május 26.     |
| |                                        |                     |                     |
| 9 | „?”                                    | 2009. augusztus 16. | 2010. május 27.     |
| |                                        |                     |                     |
| 10 | „?”                                    | 2010. március 4.    | 2010. május 28.     |
| |                                        |                     |                     |
| 11 | „?”                                    | 2010. március 11.   | 2010. szeptember 1. |
| |                                        |                     |                     |
| 12 | „?”                                    | 2009. augusztus 23. | 2010. szeptember 2. |
| |                                        |                     |                     |
| 13 | „?”                                    | 2009. augusztus 30. | 2010. szeptember 3. |
| |                                        |                     |                     |
| 14 | „?”                                    | 2009. szeptember 6. | 2010. szeptember 6. |
| |                                        |                     |                     |

## Fordítás
- Ez a szócikk részben vagy egészben  a   List of Stoked episodes című angol Wikipédia-szócikk fordításán alapul.  Az eredeti cikk szerkesztőit annak laptörténete sorolja fel. Ez a jelzés csupán a megfogalmazás eredetét és a szerzői jogokat jelzi, nem szolgál a cikkben szereplő információk forrásmegjelöléseként.